# Белоцерковский округ
Белоцерковский округ (укр. Білоцерківська округа) — единица административного деления Украинской ССР, существовавшая с апреля 1923 по июль 1930 года. Административный центр — город Белая Церковь.
Образован в 1923 году в составе Киевской губернии. 
В июне 1925 года губернии на Украине были упразднены и округ перешёл в прямое подчинение Украинской ССР.
Округ упразднён в июле 1930, как и большинство округов СССР. Районы переданы в прямое подчинение Украинской ССР.
По данным переписи 1926 года численность населения составляла 861,0 тыс. чел. В том числе украинцы — 93,1 %; евреи — 5,0 %, городское население — 11,1 %.

## Административное деление
Изначально Белоцерковский округ делился на 19 районов: Белоцерковский, Богуславский, Великополовецкий, Володарский, Гребенковский, Кожанский, Корнинский, Ковшеватский, Медвинский, Мироновский, Попельнянский, Пятигорский, Ракитнянский, Сквирский, Ставищенский, Таращанский, Тетиевский, Узинский и Фастовский. Районное деление неоднократно менялось.